# سوق العطارين (فاس)
سوق العطارين هو أحد الأسواق العتيقة بمدينة فاس. ويقع في قلب المدينة القديمة، وهو محاذ لجامع قرويين. يضم السوق حوانيت للعطارين، حيث تنبعث روائح الأعشاب والنباتات سوق  العطارين  فاس  
إن سكان فاس يعرفون صناعة العطور منذ زمن بعيد، مشيرة إلى أنه «في الماضي كانت هناك عائلات متخصصة باستخراج العطور من الورود والمسك، أما الآن، فقد تغيرت تقاليد هذه التجارة، وأصبحت تعتمد على تقليد العطور
أصناف الطيب والبخور والدهان من أهم البضائع والسلع الاستهلاكية التي أقبل عليها اهل فاس وبدورهم نقلت الى الاندلس و أوربا وكذالك عرب فاس نقولها الى الشعب الأمازيغي في انحاء شمال افريقية من القيروان الى سوس.